# دلدار علي الهندي
السيد دلدار علي بن محمد معين بن عبد الهادي بن إبراهيم النقوي النصير آبادي اللكهنوي الهندي (1166 هـ - 1235 هـ). هو رجل دين وفقيه وأصولي ومُتكلّم شيعي هندي. ويُسمى النقوي نسبة إلى علي بن محمد الهادي الذي يُسمّى الإمام النقي حيث يعود نسبه إليه، ويُسمى النصير آبادي نسبة إلى قرية نصير آباد [الإنجليزية].
وللنقوي دور كبير في نهضة الشيعة في الهند عموماً وفي لكنهو خصوصاً، وعلماء الشيعة مجمعون على توثيقه، ويكثرون من الثناء عليه، فمنهم: الأصفهاني الكاظمي،(1) وحسن الأمين.(2)

## ولادته ونشأته وأسرته
كانت ولادته بقرية نصير آباد [الإنجليزية] الواقعة - حسب التقسيمات الإدارية الحديثة - بولاية أتر برديش الهندية سنة 1166 هـ، وبها نشأ وترعرع، وبها ابتدأ مشواره الديني بدراسته بعض الكتب والمتون، حيث درس في سنديلة (إحدى توابع لكهنو)، عند حيدر علي بن حمد الله السنديلي (ت. 1225 هـ)، وفي إله آباد لازم الحضور والدراسة عند غلام حسين إلى أن توفي، فانتقل وسافر إلى ربرلي للدراسة عند باب الله - أحد تلامذة حمد الله السنديلي - ولازمه فترة، حتى آثر الهجرة للعراق، فيقول الأصفهاني الكاظمي في ترجمته له: ”لمّا صار يميز بين اليمين والشمال اشتغل في تحصيل العلوم على أفاضل الهند فما زال يسير في البلاد لطلب العلوم والمعارف حتى قضى فيها الوطر، وشد رحل السفر إلى مشاهد العراق“.
يرجع نسبه حسبما ينقل في كتب التراجم والسير إلى علي بن محمد الهادي (الإمام العاشر عند الشيعة): دلدار علي بن محمد معين بن عبد الهادي بن إبراهيم بن طالب بن مصطفى بن محمود بن إبراهيم بن جلال الدين بن زكريا بن جعفر بن تاج الدين بن نصير الدين بن عليم الدين بن علم الدين بن شرف الدين بن نجم الدين بن علي بن أبي علي بن أبي يعلى محمد بن أبي طالب حمزة بن محمد بن الطاهر بن جعفر بن علي بن محمد الهادي.
وقد حكى محسن الأمين في الأعيان أن أصول آباء دلدار علي تعود إلى مدينة سبزوار الفارسية، فيقول: ”أصل آبائه من سبزوار التي تسمى بيهق وأول من هاجر منها إلى بلاد الهند السيد نجم الدين. وكان من أمراء السلطان محمود بن سُبُكْتِكِيْن. وكان سفره إليها لنصرة القائد العظيم مسعود الغازي فدوخ تلك البلاد بنجديه وفتح الحصن المسمى أديانكر واتخذه لنفسه مقرا وسماه جاي عيش لفظ فارسي معناه محل العيش أي محل الأنس وبكثرة الاستعمال سمى جائس وهي الآن قرية تسمى بهذا الاسم ثم أتى من بعده من سلالته السيد زكريا وتطاول إلى قصبة تباك لوبر فسيطر عليها وسماها باسم جده السيد نصير الدين نصيرآباد عمارة نصير وبها ولد المترجم وكانت مهنة ذويه في تلك القرية الحرث والزراعة“.

## هجرته إلى العراق وإيران
بعد أن درس شيئاً من العلوم الدينية في بلده آثر الهجرة والسفر إلى العراق، ولم تحدد المصادر التاريخية سنة رحيله إلى العراق. وقد استوطن في بادئ الأمر مدينة كربلاء، ودرس فيها على الوحيد البهبهاني، وعلي الطباطبائي صاحب الرياض، ومحمد مهدي الشهرستاني. ثم ارتحل إلى النجف ليتتلمذ على محمد مهدي الطباطبائي صاحب الدرة.
وبعد سنوات طوال قضاها في العراق؛ سافر إلى مشهد وأقام فيها برهة من الزمان مشتغلاً بالدراسة عند مهدي بن هداية الله الأصفهاني.

## رجوعه إلى الهند
رجع إلى الهند سنة 1200 هـ واستقر بمدينة لكنو، ونهض بالشيعة الإثني عشريَّة في تلك البلاد الذين كانوا في عصره «متفرِّقين في بلاد الهند ليست لهم دعوة إلى مذهبهم، وما كانت لهم  جامعة تجمعهم»، وأقام أوَّل صلاة جمعة للشيعة هناك في فترة وجوده في السابع والعشرين من رجب 1200 هـ. ويقول الأصفهاني الكاظمي في كلامه عن رجوع الهندي إلى موطنه: «وبعد أن أخذ من العلوم حظّه الأوفى ونصيبه الأوفر؛ رجع إلى الهند سنة 1200 هـ، وألقى رحل الإقامة في لكنهور عاصمة الشيعة في بلاد الهند»، ويستمر بالقول: «فشمر عن ساق الجد في ترويج الشريعة وتشييد الدين»، ويقول أيضاً في نفس الموضع: «وعلت كلمة الدين وهدأت شقائق المبطلين، وأكب عليه الأفاضل والطلاب من كل جانب، وتشعشعت أنوار علومه في تلك الآفاق»
وأمَّا عبد الحي اللكنوي فيذكر أنَّ الهندي قد «بذل جهده في إحقاق مذهبه، وإبطال غيره من المذاهب لا سيَّما الأحناف والصوفيَّة والأخباريَّة حتى كاد يعم مذهبه في بلاد أودة ويتشيَّع كل الفرق».

## وفاته
توفي بمدينة لكنهو في التاسع عشر من رجب 1235 هـ على عهد الملك غازي الدين حيدر، ودفن في الحسينية التي كان قد بناها هناك.

## أولاده
له خمسة أولاد كلهم من رجال الدين المعروفين الذين ساروا على نهج والدهم، وهم:
|      |      |      |      |      |      |  |  |     |     |     |     |     |     |  |  | دلدار علي النقوي |     |     |     |     |     |  |  |      |      |      |      |      |      |  |  |      |      |      |      |      |      |
|      |      |      |      |      |      |  |  |     |     |     |     |     |     |  |  |                  |     |     |     |     |     |  |  |      |      |      |      |      |      |  |  |      |      |      |      |      |      |
|      |      |      |      |      |      |  |  |     |     |     |     |     |     |  |  |                  |     |     |     |     |     |  |  |      |      |      |      |      |      |  |  |      |      |      |      |      |      |
| محمد | محمد | محمد | محمد | محمد | محمد |  |  | علي | علي | علي | علي | علي | علي |  |  | حسن              | حسن | حسن | حسن | حسن | حسن |  |  | مهدي | مهدي | مهدي | مهدي | مهدي | مهدي |  |  | حسين | حسين | حسين | حسين | حسين | حسين |

| - محمد (1199 هـ - 1284 هـ): تولى الزعامة الدينية للشيعة في لكنهو بعد وفاة والده، وكتب التراجم والسير تذكر له ثناءاً كبيراً؛ فمما كتبه صاحب الأعيان: ”كان فقيهاً حكيماً متكلماً حسن المحاضرة جيد التحرير. تخرج على والده، وانتقلت إليه رياسة الجعفرية بعد أبيه، وفُوض إليه الحكم والقضاء على عهد السلطان أبي المظفر مصلح الدين أمجد علي شاه وألزم قضاة البلاد بتطبيق أحكامهم على فتاواه“. - علي (1200 هـ - 1259 هـ): عاش سنوات عديدة في العراق وخراسان، ودفن بجنب قبر السيّد المجاهد، وله عدّة مؤلفات منها في التفسير كتاب التوضيح المجيد في تفسير كلام الله المجيد، وبحث في فدك، وغير ذلك. - حسن (1205 هـ - 1260 هـ): له عدد من المؤلفات من أشهرها رشحة الفيض في التجويد، وقد توفي بلكنهو في الحادي عشر من شوّال 1260 هـ، ودفن بحسينية غفران مآب (حسينية أبيه). | - مهدي (1208 هـ - 1231 هـ): توفي شاباً في حياة والده وله من العمر ثلاثة وعشرون عاماً، وينقل أن والده اغتم وحزن كثيراً على وفاته، وصنّف حينها كتابه مسكن القلوب عند فقد المحبوب، ولمهدي من الآثار بعض الحواشي وتحقيقات لمسائل متفرقة. - حسين (1211 هـ - 1274 هـ): هو آخر أبناء دلدار علي، ومؤلف لعدد من الكتب لعل أشهرها مناهج التحقق ومعارج التدقيق، كما كتب رسالة في الرد على أحمد بن زين الدين الأحسائي وتلميذه كاظم الرشتي عنوانها الإفادات الحسينية في تصحيح العقائد الدينية، وقد دفن بالقرب من أبيه في حسينية غفران مآب. |

## مؤلفاته
من مؤلفاته وكتبه:
| - عماد الإسلام في علم الكلام. يقع في خمس مجلدات؛ كل مجلد في أصل من أصول الدين الخمسة عند الشيعة، فالأول في التوحيد، والثاني في العدل، والثالث في النبوة، والرابع في الإمامة وقد ذكر إعجاز حسين الكنتوري أن المؤلف في هذا المجلد ”ذكر فيه مطاعن الخلفاء الثلاثة وأحزابهم“، والخامس في المعاد. - أساس الأصول. كتاب في الرد على كتاب الفوائد المدنية لمحمد أمين الأسترآبادي. - منتهى الأفكار. في أصول الفقه. - الشهاب الثاقب. ذكر الطهراني أن هذه الرسالة ”في الرد على المتصوفة، وإبطال أقوالهم، وذكر بدعهم، وأنهم قائلون بوحدة الوجود“، فيما ذكر إعجاز حسين الكنتوري: ”صنف هذا الكتاب في إبطال أقوال المتصوفة في الوجود المطلق، واعتبارات وحدة الوجود، ومطاعنهم وبدعهم وتلبيساتهم والاجتناب من مشربهم، وتحريم الاقتداء بهم، وجواز اللعن عليهم، وارتدادهم“. - الصوارم الإلهيات في قطع شبهات عابدي العزى واللات. في الرد على باب التوحيد من كتاب التحفة الإثني عشرية لعبد العزيز الدهلوي، وقد ذكر الأصفهاني الكاظمي هذا الكتاب في أحسن الوديعة بعنوان الصوارم الإلهية. | - خاتمة الصوارم. خاتمة أو تتميم لكتاب الصوارم الإلهيات. - حسام الإسلام وسهام الملام. في الرد على باب النبوة من التحفة الإثني عشرية. - شرح الباب الحادي عشر. شرح على كتاب الباب الحادي عشر لابن المطهر الحلي. - أحكام الأرضين. - إحياء السنة وإماتة البدعة بطعن الأسنة. في الرد على الباب الثامن من التحفة الإثني عشرية. - ذو الفقار. في الرد على الباب الثاني عشر من التحفة الإثني عشرية. - إثارة الأحزان في مصائب سيد شباب أهل الجنان. - غيبة الإمام. قال الطهراني عن هذا الكتاب: ”نقض فيها أقوال صاحب (التحفة الاثنا عشرية) في هذا المبحث نقضاً جيداً“، وذكر مثل ذلك إعجاز حسين الكنتوري في كشف الحجب والأستار. - جواب المولى محمد سميع الصوفي. ذكر الطهراني بأن هذه الرسالة في إبطال التصوف. - تاريخ الأئمة المعصومين. - المواعظ الحسينية. |

## الهوامش
- أفرد الأصفهاني الكاظمي ترجمة للنقوي في كتابه أحسن الوديعة وصفه فيها بأنه: ”العالم النحرير والفاضل الشهير السيد دلدار علي“، ويستمر بقوله عنه: ”هو أول من أسس قواعد الدين في أرجاء الهند الفسيحة، وشيّد أركان الشريعة، وانتهت إليه رياسة الجعفرية في هاتيك البلاد“.[32]
- تحدث حسن الأمين في مستدركات أعيان الشيعة عن ازدهار التشيُّع في الهند في عصر آصف الدولة، ووصف فيها النقوي بأنه أول مجتهد شيعي، فقال ما نصّه: ”وفي عهد آصف الدولة زخرت لكنو بالعلماء والشعراء والكتاب والمفكرين، وامتلأت بالمدارس والمكتبات لا سيما التي تضم أمهات الكتب الشيعية، وبرز فيها أول مجتهد هندي شيعي هو السيد دلدار علي“.[33]